# Poczta Polska
Poczta Polska (укр. Польська Пошта) — національний оператор поштового зв'язку Польщі зі штаб-квартирою у Варшаві. Є акціонерною компанією та перебуває у підпорядкуванні державного казначейства Польщі. Член Всесвітнього поштового союзу.
Компанія надає поштові послуги (листи та посилки), банківські та страхові послуги — через компанії з групи капіталів «Poczta Polska» («Bank Pocztowy» та «Pocztowe Towarzystwo Ubezpieczeń Wzajemnych») та логістичні послуги. Компанія також розробляє сферу цифрових послуг (neostamp, neolist, neocard), що реалізуються через інтернет-платформу — «Envelo».

## Історія
- 18 жовтня 1558 р. — створено Королівську поштову службу як формалізовану громадську установу Сигізмунда II, який «встановив постійний поштовий зв'язок між Краковом та Венецією через Відень за допомогою поштових зв'язків з кінними переправами». 18 жовтня — офіційний день Польської пошти.
- 1 березня 1848 р. — за рішенням Королівської поштової служби пошту розпочали транспортувати залізницею, перший залізничний тракт відкритий за маршрутом Варшава  — Ченстохова.
- 7 лютого 1919 р. — указ про тимчасові поштові регламенти визнав поштові, телеграфні та телефонні послуги державною власністю [3].
- 1928 р. — створено державне підприємство «Польська пошта, телеграф та телефон».
- 1 вересня 1939 р. — захист Польської пошти у Гданську та участь польських поштових офіцерів у вересневій кампанії по всій країні.
- 11 жовтня 1941 р. — указ Президента Республіки про тимчасову передачу прав та обов'язків міністру казначейства щодо Державної ради поштового зв'язку та телеграфу і підприємства «Польська пошта, телеграф та телефон»[4].
- 15 грудня 1941 р. — відновлення діяльності «Poczta Polska» на основі поштових агентств на кораблях ВМС.
- 1944 р. — у Любліні відкрито поштамт, який вважається початком сучасного польського поштового відділення.
- 1985 р. — державна компанія «Polska Poczta, Telegraf i Telefon» перетворена на державну організаційну структуру «Polska Poczta, Telegraf i Telefon».
- 1991 р. — державний організаційний підрозділ «Polska Poczta, Telegraf i Telefon» перетворений на державні комунальні підприємство «Poczta Polska» та «Telekomunikacja Polska Spółka Akcyjna».
- 1 вересня 2009 р. — державне комунальне підприємство «Poczta Polska» перетворене на акціонерне товариство «Poczta Polska».
- Червень 2011 р. — «Poczta Polska» відмовилася від перевезення поштових відправлень залізничним транспортом. Польська пошта мала власний рухомий склад, поштові вагони, що нині курсують на пасажирських маршрутах в мережі Державної залізниці Польщі.
- 1 січня 2012 р. — запроваджено нову організаційну структуру — 62 районні відділення були перетворені на 17 мережевих регіонів.
- 19 вересня 2013 р. — «Poczta Polska» презентувала електронне сповіщення та електронне підтвердження доставки[5].
- Січень 2015 р. — запущено «Neoletter», зареєстрований на платформі Envelo.

## Власники

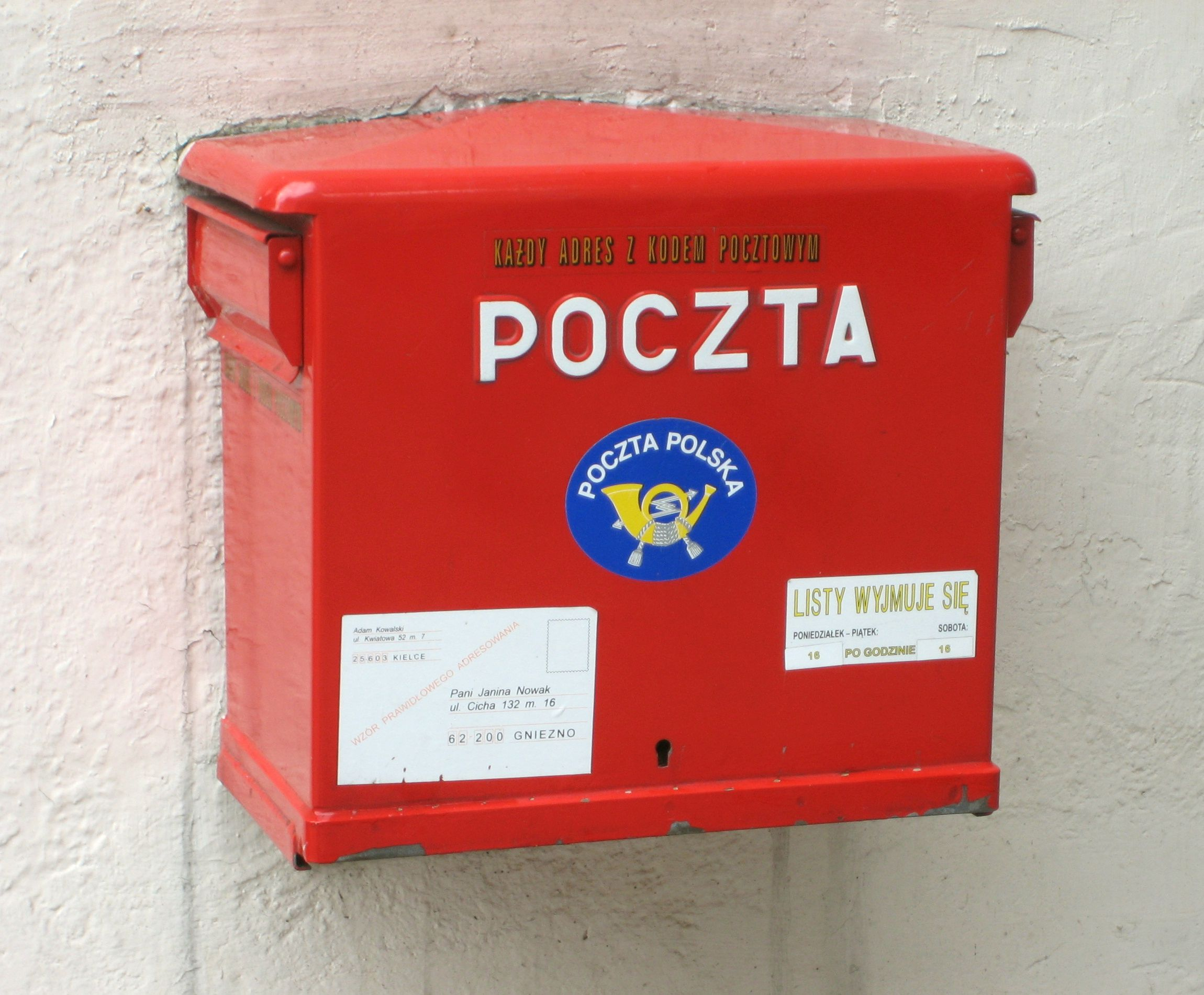
Типова поштова скринька Польської пошти

У 2009 році «Poczta Polska» стала єдиною акціонерною компанією казначейства під назвою «Poczta Polska SA», що є наслідком комерціалізації підприємства. Засновником і єдиним акціонером компанії є Уряд Польщі в особі Державного казначейства. З часу реорганізації підприємства його підпорядкування змінювалося разом зі зміною підпорядкування Державного казначейства:
- Міністр інфраструктури (з 2009-2011 рр.);
- Міністр адміністрації та оцифрування (2011-2015 рр.);
- Міністр інфраструктури та будівництва (2015-2018);
- Міністр інфраструктури (у 2018 році);
- Рада міністрів (з 2018 року).

## Статутні зобов'язання
«Poczta Polska» діє як національний оператор і надає універсальні поштові послуги, які надаються уніфіковано та за доступними цінами для приватних та корпоративних клієнтів. Поштове відділення має надавати послуги з прийому, сортування, переміщення та доставки протягом 5 днів на тиждень по всій країні:
- відправлення, включаючи зареєстровані посилки та заявленою із заявленою вартістю, вагою до 2 кг;
- відправлення, у тому числі з заявленою вартістю, до 10 кг (посилки, надіслані з-за кордону, можуть важити до 20 кг);
- Доставка відправлень для спеціальних клієнтів.

## Галерея
|                                                   |
| Кур'єрський автомобіль для обміну пошти у містах. |

|                                                                           |
| Автомобіль для обміну пошти між відділеннями внутрішньоповітових трактів. |

|                              |
| Для регіональних перевезень. |

|                                          |
| Автомобіль для магістральних перевезень. |

|                                      |
| Інкасаційний броньований автомобіль. |